# Milltown (thị trấn), Wisconsin
Milltown là một thị trấn thuộc quận Polk, tiểu bang Wisconsin, Hoa Kỳ. Năm 2010, dân số của thị trấn này là 1.209 người.